# Radolfzeller Münster

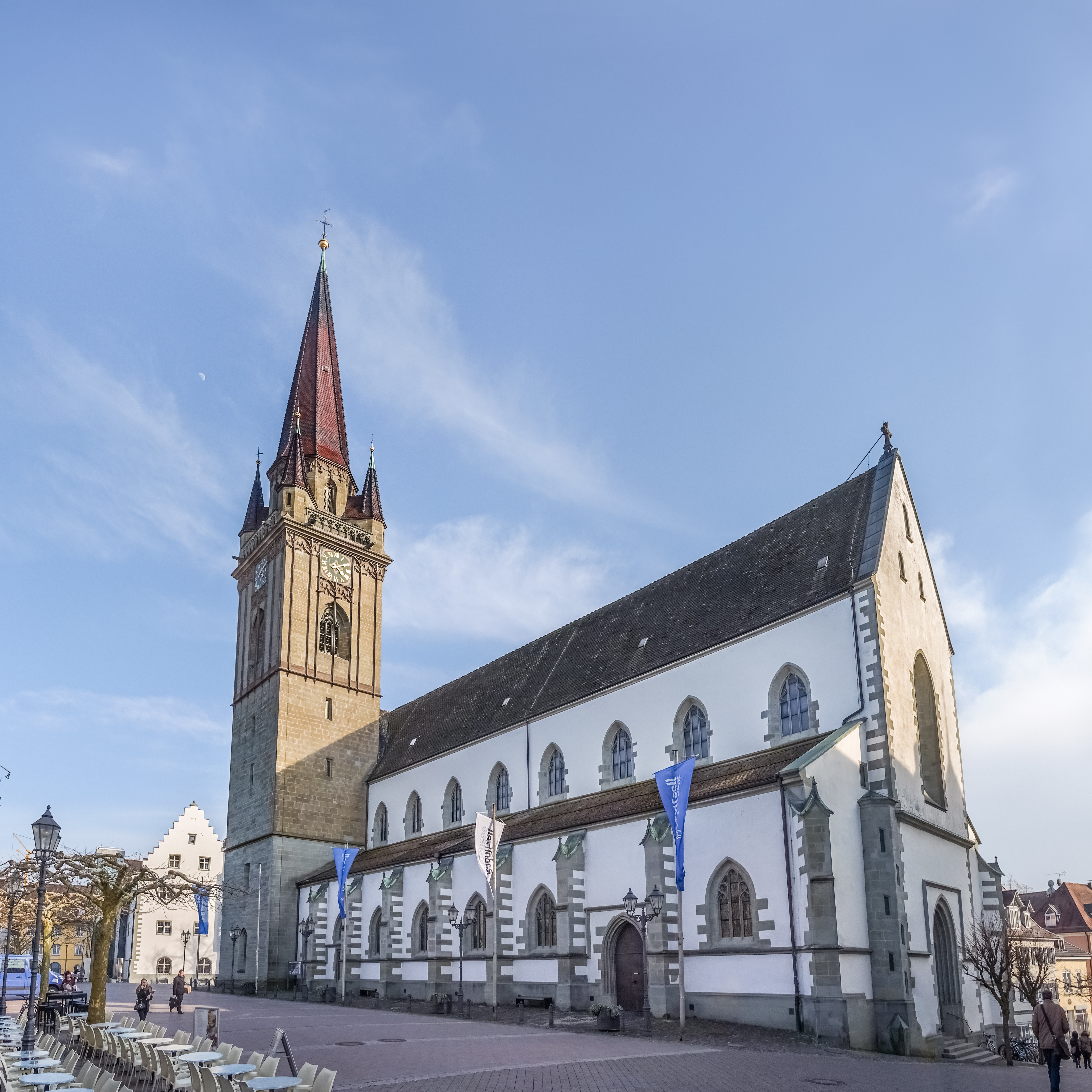
Radolfzeller Münster, 2016

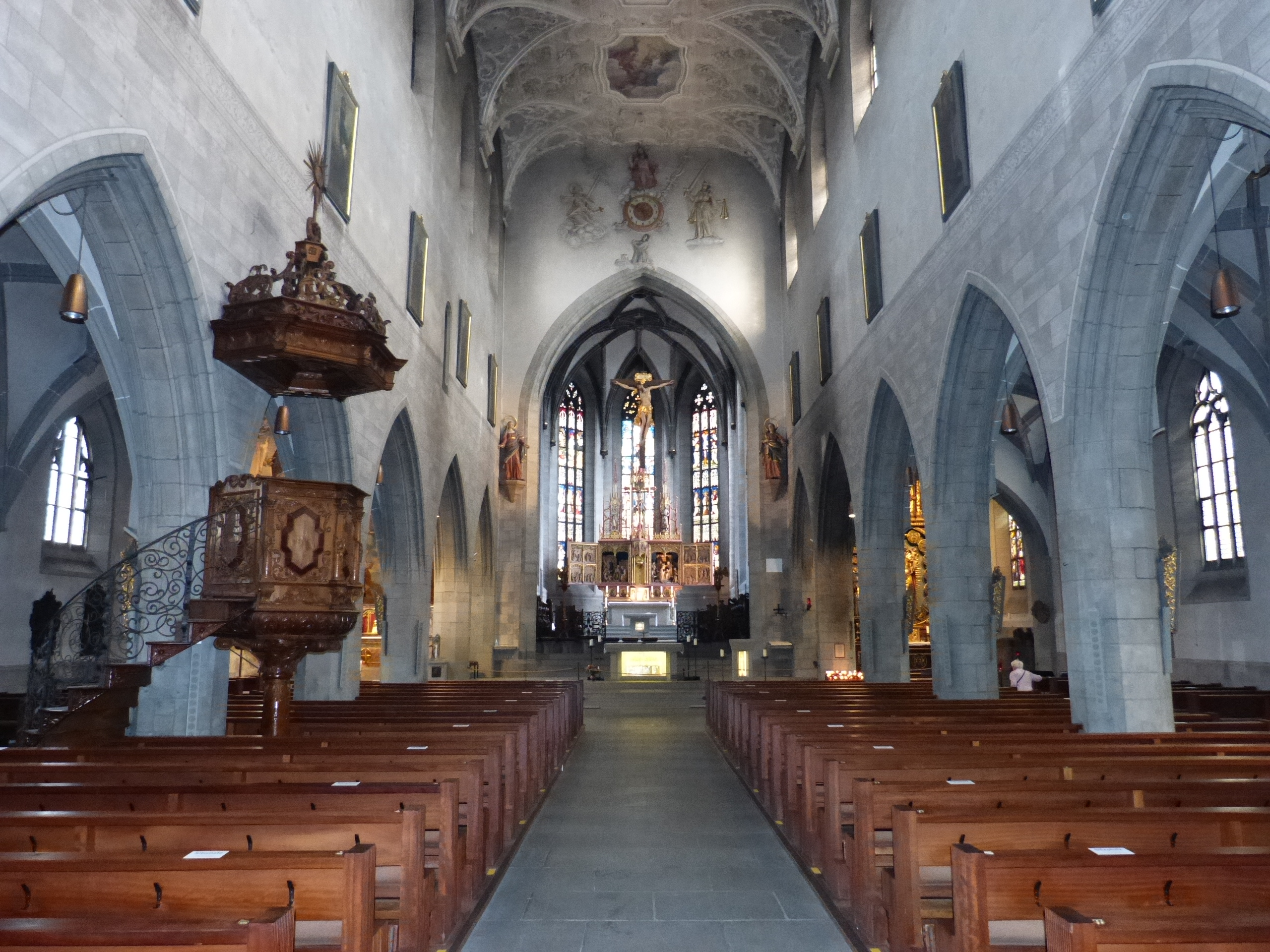
Münster Radolfzell – Inneres

Das Radolfzeller Münster oder Münster Unserer Lieben Frau in Radolfzell am Bodensee ist eine dreischiffige, achtjochige Pfeilerbasilika aus der Spätgotik.

## Geschichte
Mit dem Bau des Radolfzeller Münsters wurde 1436 begonnen; von dem vermutlich romanischen Vorgängerbau und der Anlage von Bischof Radolt von Verona († 847) gibt es keine Reste. 1488 war der Bau vorläufig abgeschlossen und der Chor wurde geweiht.
In den Jahren 1510 bis 1516 wurde das Langhaus erhöht. Von 1550 bis 1552 wurden die Seitenschiffe eingewölbt, die 1554 mit gotischer Malerei verziert wurden (sichtbar im Joch beim hinteren Eingang vom Marktplatz her). Im Münster befindet sich das Epitaph des Ritters Wolf von Homburg aus dem Jahr 1567.
1713 bekam das Mittelschiff ein barockes Stichkappengewölbe. Aus der Barockzeit stammte auch ein neuer Hochaltar, der 1897 von einem neugotischen Altar von Josef Eberle ersetzt wurde. Das barocke Altarbild (Geburt Christi) von Joseph Glyckher befindet sich noch im Münster. Ebenfalls barock sind der Rosenkranzaltar von David Zürn (1648) und die Hausherrenkapelle (um 1750).
Die heutige Gestalt des Turmes stammt aus den Jahren 1902/1903. Mit einer Höhe von 82 m ist er der höchste Kirchturm am Bodensee.
Die bisher letzte Renovierung erfolgte in den Jahren 1982 bis 1998. Am 14. Oktober 2008 wurde zur Erhaltung des Münsters der Münsterbauverein Radolfzell gegründet.
Seit 1. Dezember 2009 erstrahlt das Münster nachts in neuem Licht, zu dem der französische Lichtkünstler Roland Jéol das Konzept entwickelt hat. Die Lichtkunst an diesem stadtprägenden Bauwerk ist Teil eines Lichtkonzepts für die ganze Innenstadt.

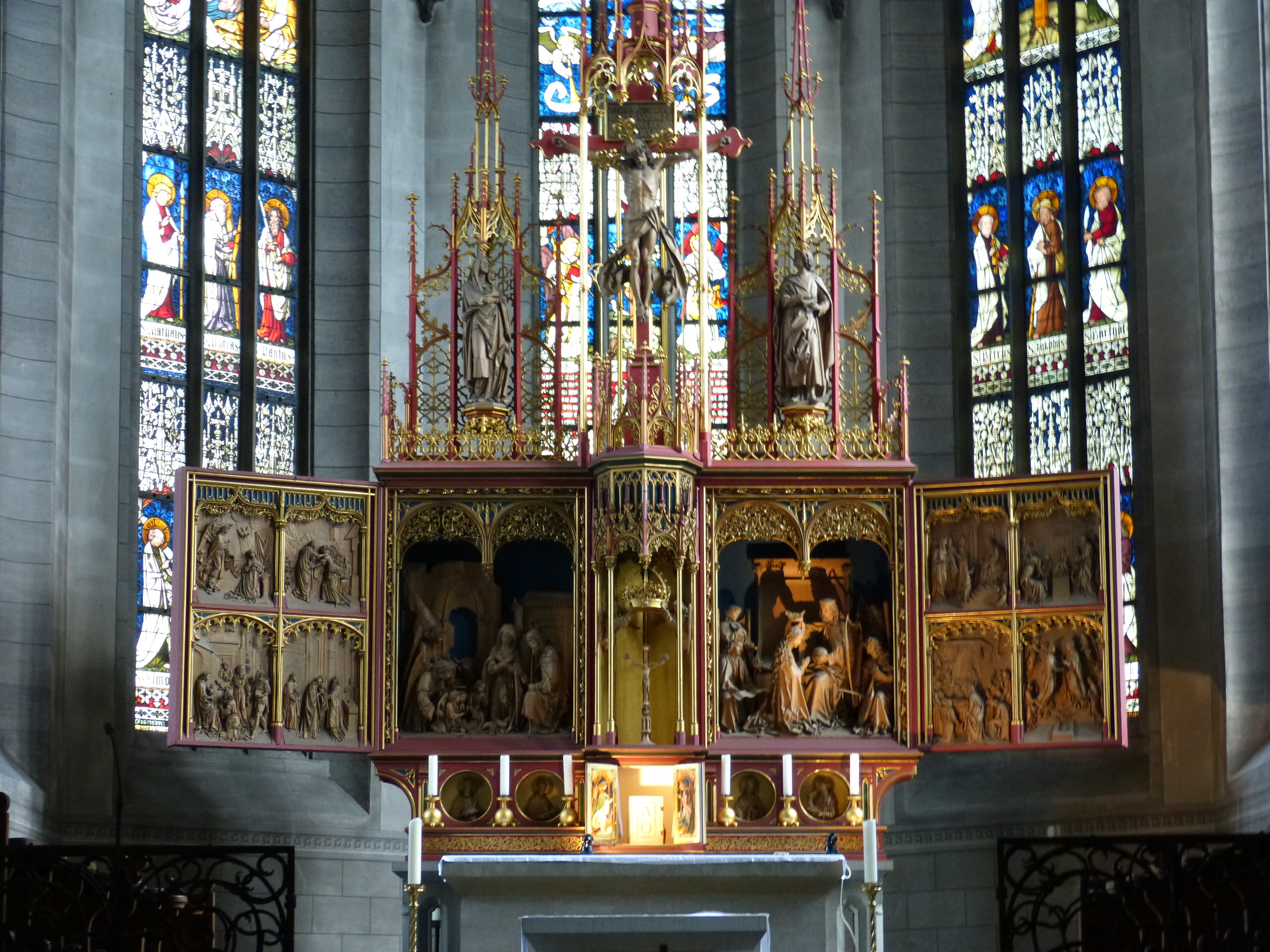
Münster Radolfzell – Der neugotische Hochaltar

|  |  |

## Ausstattung

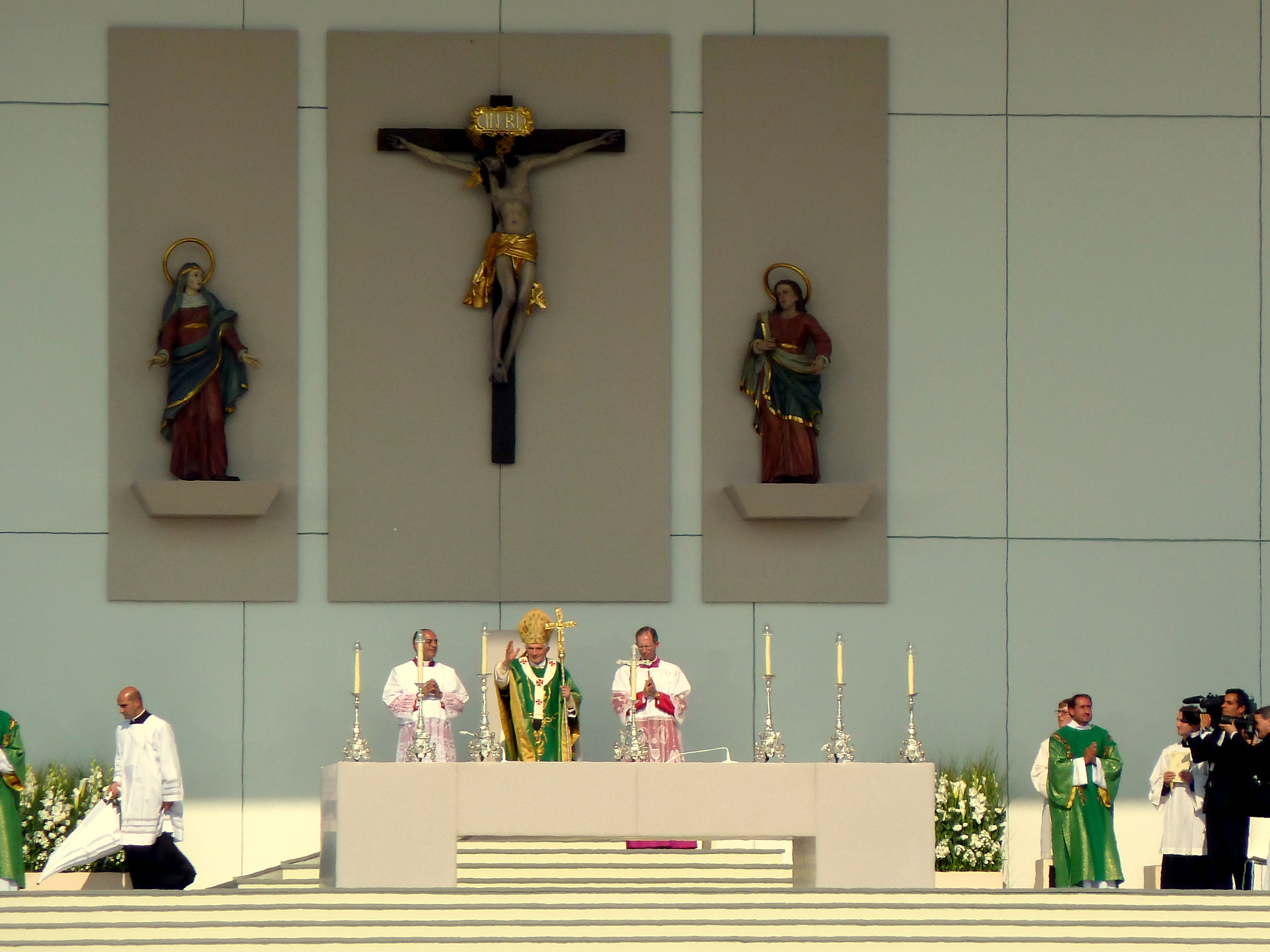
Kreuzigungsgruppe des Radolfzeller Münsters beim Papstbesuch 2011 in Freiburg

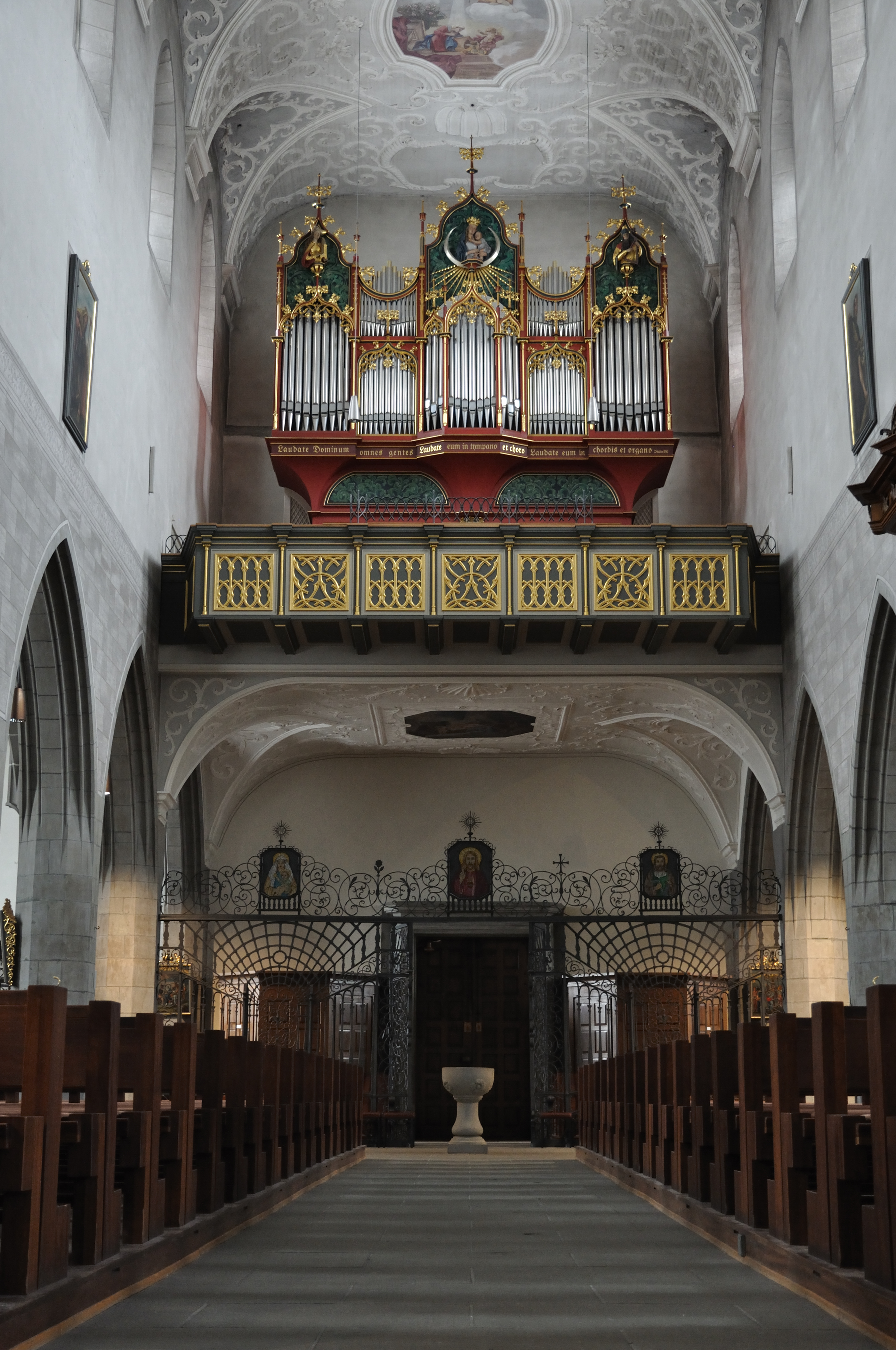
Orgelprospekt

### Kreuzigungsgruppe
Die Kreuzigungsgruppe, die sich aus den Figuren Christus am Kreuz, Muttergottes und Jünger Johannes zusammensetzt, ist ein Werk des Bildhauers Hans Schenck (* um 1580/1590 in Konstanz; † 1648). Er wirkte von Konstanz aus im ganzen westlichen Bodenseeraum. So wurde er auch nach Radolfzell berufen. Dafür gab ihm der Konstanzer Stadtrat ein auf 1622 datiertes Empfehlungsschreiben mit, das im Konstanzer Stadtarchiv erhalten ist. Damit dürfte jenes Jahr auch der Zeitraum sein, in dem Hans Schenck das Meisterwerk aus dem Radolfzeller Münster schuf.
Für eine Messe während des Papstbesuchs im Jahr 2011 wurde die Kreuzigungsgruppe nach Freiburg im Breisgau transportiert.

### Orgel
Die Orgel wurde 1997 von Mönch Orgelbau (Überlingen) geschaffen und in das vorhandene historische Gehäuse eingebaut, 2023 wurden eine Setzeranlage und das Pedalregister Quintbaß 10 2⁄3′ hinzugefügt. Das Instrument hat 40 klingende Register (2558 Pfeifen) auf drei Manualen und Pedal, die teilweise aus Vorgängerinstrumenten aus den Jahren 1903 (Wilhelm Schwarz & Sohn, Überlingen) und 1954 stammen. Die Spiel- und Registertrakturen sind mechanisch.
| I Hauptwerk C–g3 |               |     |
| 1.               | Bourdon       | 16′ |
| 2.               | Principal     | 8′  |
| 3.               | Gamba         | 8′  |
| 4.               | Flöte         | 8′  |
| 5.               | Gedeckt       | 8′  |
| 6.               | Octave        | 4′  |
| 7.               | Rohrflöte     | 4′  |
| 8.               | Superoctave   | 2′  |
| 9.               | Mixtur IV     | 2′  |
| 10.              | Cornett III-V | 8′  |
| 11.              | Trompete      | 8′  |
| 12.              | Clairon       | 4′  |

| II Schwellwerk C–g3 |                 |        |
| 13.                 | Geigenprincipal | 8′     |
| 14.                 | Salicional      | 8′     |
| 15.                 | Vox cœlestis    | 8′     |
| 16.                 | Liebl. Gedeckt  | 8′     |
| 17.                 | Fugara          | 4′     |
| 18.                 | Flaut travers   | 4′     |
| 19.                 | Nasard          | 2 ⁄3′  |
| 20.                 | Octavin         | 2′     |
| 21.                 | Terz            | 1 3⁄5′ |
| 22.                 | Mixtur IV       | 2 ⁄3′  |
| 23.                 | Trompete harm.  | 8′     |
| 24.                 | Oboe            | 8′     |
|                     | Tremulant       |        |

| III Schwellwerk C–g3 |               |       |
| 25.                  | Bourdon       | 8′    |
| 26.                  | Flaut amabile | 8′    |
| 27.                  | Principal     | 4′    |
| 28.                  | Blockflöte    | 4′    |
| 29.                  | Piccolo       | 2′    |
| 30.                  | Larigot       | 1 ⁄3′ |
| 31.                  | Sifflet       | 1′    |
| 32.                  | Clarinette    | 8′    |
|                      | Tremulant     |       |

| Pedal C–f1 |                 |         |
| 33.        | Principalbaß    | 16′     |
| 34.        | Subbaß          | 16′     |
| 35.        | Bourdon (Nr. 1) | 16′     |
| 36.        | Quintbaß        | 10 2⁄3′ |
| 37.        | Octavbaß        | 8′      |
| 38.        | Violoncello     | 8′      |
| 39.        | Tenoroctave     | 4′      |
| 40.        | Posaune         | 16′     |
| 41.        | Trompete        | 8′      |

- Koppeln: II/I, III/I, III/II, I/P, II/P, III/P, II 16′/II, II 4′/P
- Spielhilfen: Setzeranlage

### Glocken

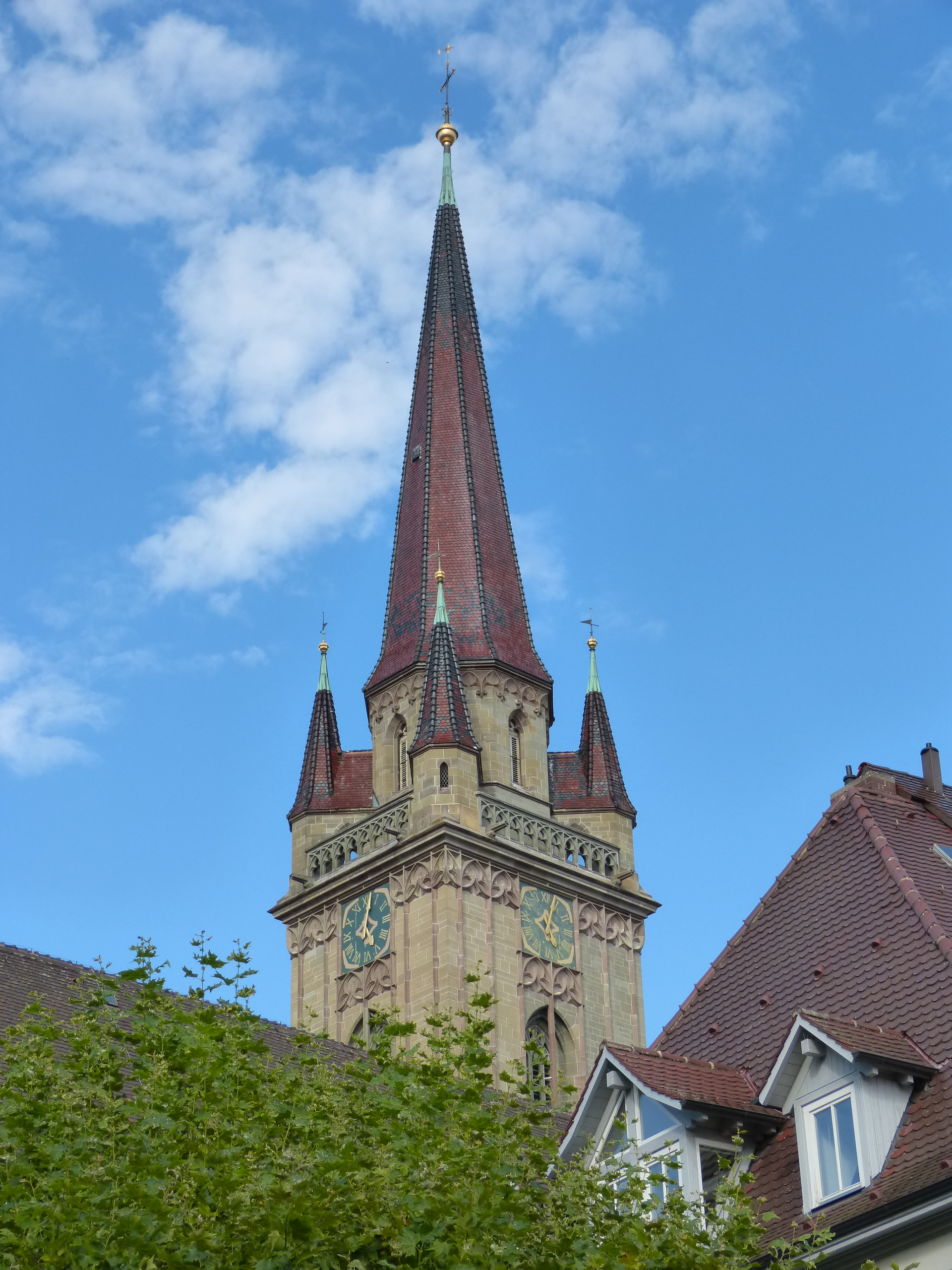
Münster Radolfzell – Der mächtige 82 Meter hohe Turm

Das Glockengeläut im ehemals stählernen Glockenstuhl des Radolfzeller Münsters bestand aus sieben Glocken, die 1953 von der Glockengießerei Friedrich Wilhelm Schilling in Heidelberg gegossen wurden. 2014 wurde der stählerne Glockenstuhl durch einen hölzernen ersetzt und das Geläut um die zwei kleinsten Glocken der Gießerei Rüetschi in Aarau erweitert.
| Nr. | Name                     | Durchmesser | Gewicht | Schlagton |
| --- | ------------------------ | ----------- | ------- | --------- |
| 1   | Hausherren-Glocke        | 1770 mm     | 3900 kg | b0        |
| 2   | Radoltus-Glocke          | 1470 mm     | 2200 kg | des1      |
| 3   | Kriegergedächtnis-Glocke | 1300 mm     | 1534 kg | es1       |
| 4   | Marien-Glocke            | 1150 mm     | 1043 kg | f1        |
| 5   | Heimkehrer-Glocke        | 1080 mm     | 0870 kg | ges1      |
| 6   | Papst-Pius-Glocke        | 0960 mm     | 0587 kg | as1       |
| 7   | Kinder-Tauf-Glocke       | 0900 mm     | 0497 kg | b1        |
| 8   | Sebastian-Glocke         | 0750 mm     | 0290 kg | des2      |
| 9   | Ulrika-Nisch-Glocke      | 0640 mm     | 0210 kg | es2       |